# Deense kunstenaars in de osteria la Gonsola in Rome
Deense kunstenaars in de osteria la Gonsola in Rome (Deens: Danske kunstnere i osteriet La Gensola i Trastevere) is een schilderij van de Deense kunstschilder Ditlev Blunck, olieverf op doek, 74,5 × 99,4 centimeter groot, gemaakt in 1837. Het toont een groep Deense kunstenaars in een taveerne in Rome. Het werk bevindt zich thans in de collectie van het Thorvaldsens Museum te Kopenhagen.

## Context
In de eerste helft van de negentiende eeuw, de hoogtijdagen van de romantiek, reisden veel Duitse en Deense kunstenaars naar Rome, aangetrokken door de cultuur, de kunstschatten en het Romeinse leven, dat zo verschilde met dat in Noord-Europa. De Denen vormden in Rome een aparte gemeenschap, met de beeldhouwer Bertel Thorvaldsen als middelpunt. Blunck, gevormd aan de Koninklijke Deense Kunstacademie, reisde in 1828 vanuit Kopenhagen naar Rome en sloot zich daar als Duitser aan bij de Deense kolonie, waarvan velen later geassocieerd zouden worden met de Deense Gouden Eeuw. In 1838 keerde hij terug naar Kopenhagen.

## Afbeelding
Blunck beeldt een alledaags tafereel af in een osteria (een eetgelegenheid) in Rome. Nadere bestudering van het werk leert dat het een soort kaasrestaurant betreft. Diverse lokale bewoners en een groep Deense kunstenaars doen er zich tegoed aan drank en spijzen. Aan het hoofd van de tafel zit Thorvaldsen. De man die met de ober praat is architect Thorvald Bindesbøll. Achter hem steekt de schilder Wilhelm Marstrand zijn hoofd naar voren. Links achter de ober zit Albert Küchler, die in zijn schetsboek een tekening maakt van de Italiaanse familie links. In de deur staat kunstschilder Constantin Hansen. De aan de eettafel gezeten man met de grijze hoge hoed is kunstschilder-graficus Jørgen Sonne. Rechts naast hem schilderde Blunck een zelfportret. Tussen Blunck en Thovaldsen zit kunstschilder Ernst Meyer.
Blunck schildert een geanimeerd tafereel. Er gebeurt een heleboel tegelijk en alle afgebeelde figuren lijken ergens druk mee, met uitzondering van Thorvaldsen, die als bewonderde leider en denker van de groep enigszins afwezig in het oneindige staart. Het treffen van de kunstenaars en de lokale bevolking in een eetgelegenheid en de meer dan goed gedekte tafel is realistisch uitgebeeld, verlevendigd met veel kleuraccenten, maar schetst zeker ook een romantisch geïdealiseerd beeld. De afbeelding was verre van representatief voor het leven van de Deense kunstenaars in Rome, die er vaak onder behoeftige omstandigheden leefden.
Blunck maakte twee versies van het werk. Het hier besproken werk is de tweede. De eerste versie werd gemaakt in opdracht van de Deense zakenman en latere burgemeester van Kopenhagen Just Henrik Mundt, die door Blunck in dat eerste werk wordt afgebeeld op de plaats van Bindesbøll, pratend met de ober. Marstrand en Hansen zijn op die eerste versie niet weergegeven.
In hetzelfde jaar maakte ook Constantin Hansen een groepsportret van nagenoeg dezelfde kunstenaars; ze luisteren in het atelier van Hansen naar de verhalen van de op de grond liggende, Oosters geklede Thorvald Bindesbøll, die net terug is van een reis naar Griekenland en Turkije.

## Galerie

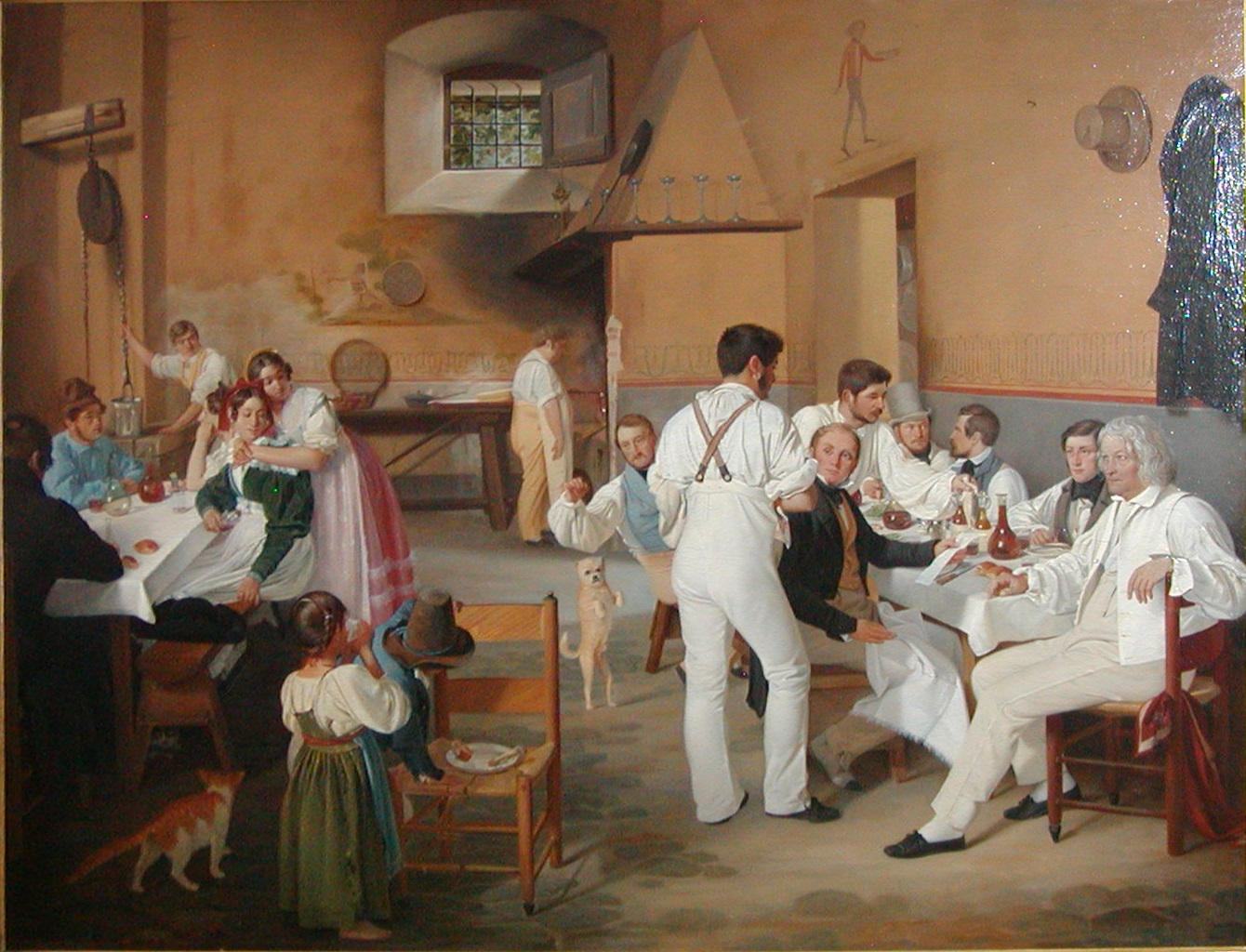
Eerste versie van het schilderij, thans te zien in het Museum Slot Frederiksborg.
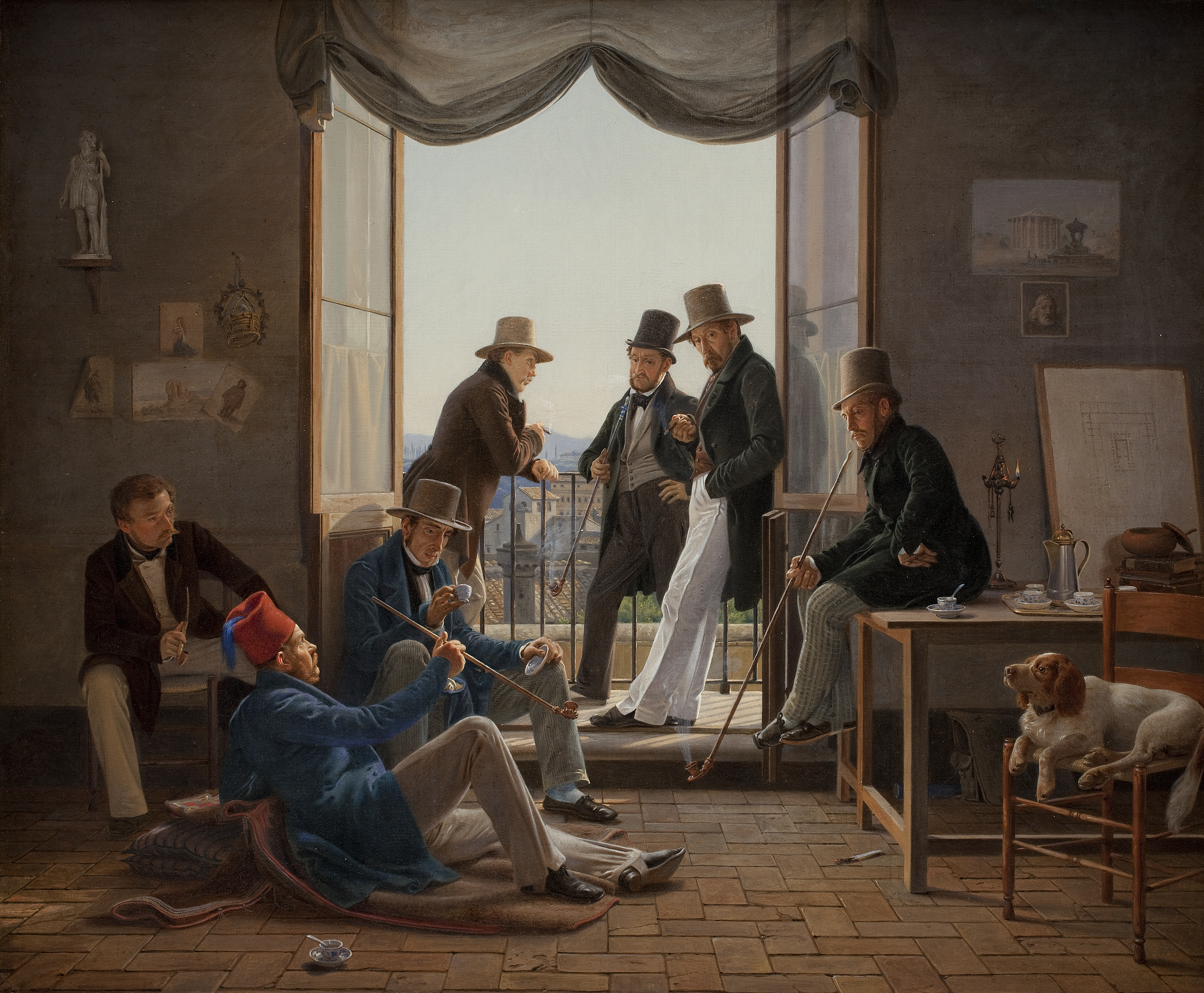
Constantin Hansen: Deense kunstenaars in Rome (1837). V.l.n.r.: Hansen, Thorvald Bindesbøll, Martinus Rørbye, Wilhelm Marstrand, Albert Küchler, Ditlev Blunck en Jørgen Sonne.